# Lucanas (tỉnh)
Tỉnh Lucanas (tiếng Tây Ban Nha: Provincia de Lucanas) là một tỉnh thuộc vùng Ayacucho của Peru. Tỉnh Lucanas có diện tích 14495 km², dân số thời điểm theo điều tra dân số ngày 11 tháng 7 năm 1993 là 55830 người. Tỉnh lỵ đóng ở Puquío.